# Silken Laumann
Pour les articles homonymes, voir Laumann.
Silken Suzette Laumann est une rameuse canadienne née le 14 novembre 1964 à Mississauga. 
Elle est la sœur de la rameuse Danièle Laumann et l'ex-femme du rameur John Wallace.
Elle reçoit le trophée Lou Marsh en 1991.

## Palmarès

### Jeux olympiques
- Jeux olympiques d'été de 1996 à Atlanta
  -  Médaille d'argent en skiff

- Jeux olympiques d'été de 1992 à Barcelone
  -  Médaille de bronze en skiff

- Jeux olympiques d'été de 1984 à Los Angeles
  -  Médaille de bronze en deux de couple avec Danièle Laumann

### Championnats du monde
- Championnats du monde d'aviron 1991 à Vienne
  -  Médaille d'or en skiff

- Championnats du monde d'aviron 1995 à Tampere
  -  Médaille d'argent en skiff

- Championnats du monde d'aviron 1990 sur le lac Barrington
  -  Médaille d'argent en skiff

### Jeux panaméricains
- Jeux panaméricains de 1995 à Mar del Plata
  -  Médaille d'or en skiff

- Jeux panaméricains de 1987 à Indianapolis
  -  Médaille d'or en skiff